# Emilio Pazos
Emilio Antonio Pazos Flores (nacido el 24 de julio de 1945 en Buenos Aires, Argentina) es un ex-futbolista argentino. Jugaba de defensor y su primer club fue Atlanta. Desarrolló la mayor parte de su carrera en España.

## Carrera
Comenzó su carrera en 1966 jugando para CA Atlanta. Jugó para el club hasta 1967. Ese año se pasó a los bandos del Deportivo Español. Ese año se fue a España para formar parte de las filas del Sevilla FC. Juega para el club hasta 1968. En 1969 se trasladó al Granada CF, en donde juega hasta 1970. Ese año se confirma su regreso al Sevilla FC. Juega para ese club hasta el año 1972. En 1973 se pasó al Real Murcia, en donde jugó hasta 1979, cuando finalmente se retiró del fútbol profesional.

## Clubes
| Club              | País      | Año       |
| ----------------- | --------- | --------- |
| Atlanta           | Argentina | 1966-1967 |
| Deportivo Español | Argentina | 1967      |
| Sevilla           | España    | 1967-1968 |
| Granada           | España    | 1969-1970 |
| Sevilla           | España    | 1970-1972 |
| Real Murcia       | España    | 1973-1979 |